# Seenotrettungsstation Neustadt
Die Seenotrettungsstation Neustadt ist ein Stützpunkt der Deutschen Gesellschaft zur Rettung  Schiffbrüchiger (DGzRS) an der Lübecker Bucht in Schleswig-Holstein, der im Dezember 1993 eingerichtet wurde. Für die freiwilligen Helfer von Neustadt in Holstein stationierte die Gesellschaft am Steg B im Stadthafen-Ost das Seenotrettungsboot (SRB) CREMPE. Dieses Boot der zweiten Generation war noch in halboffener Bauweise auf Kiel gelegt worden und stand der Station 21 Jahre zur Verfügung. Nachdem es zunächst in die Reserveflotte überstellt wurde, nahm die DGzRS das Boot 2018 endgültig aus dem Bestand.
Die Station erhielt 1996 für die Rettungsleute hinter dem Steg B ein neues Stationsgebäude, Adresse: Am Heisterbusch 46.
Im Mai 2015 kam der Neubau HENRICH WUPPESAHL zur Station: ein Boot der aktuellen Bauform mit 10,1 Meter Länge und einem komplett geschlossenen Steuerhaus. Es war das erste Modell mit dem stärkeren 380-PS Dieselmotor, mit dem auch größere Schiffe in Schlepp genommen werden können. Vor dem Hafen von Neustadt besteht reger Schiffsverkehr von und zum Hafen Travemünde. Im Hafen von Neustadt liegen Schiffe der Deutschen Marine sowie Fischerboote und viele Motor- und Segelboote. Das Revier der Seenotretter reicht in Richtung Süden entlang der holsteinischen Küste der Lübecker Bucht bis nach Timmendorfer Strand und in Richtung Norden bis nach Grömitz. Für umfangreichere Einsätze in der Lübecker Bucht erfolgt eine enge Zusammenarbeit mit den Kollegen der Nachbarstationen:
- Boot der Seenotrettungsstation Travemünde
- Kreuzer der Seenotrettungsstation Grömitz

Gegenüber der Rettungsstation Neustadt befindet sich auf dem Wieksberg in unmittelbarer Nachbarschaft zum Marinestützpunkt das Trainingszentrum der Seenotretter. Das Zentrum war im August 1996 gegründet worden, um die freiwilligen und fest angestellten Besatzungsmitglieder der DGzRS aus- und fortzubilden. Es steht auch ausländischen Rettungsgesellschaften für Schulungszwecke zur Verfügung. Für die praktische Ausbildung auf See stehen eigene SRB zur Verfügung. An den Übungen nimmt auch die Henrich Wuppesahl regelmäßig teil.

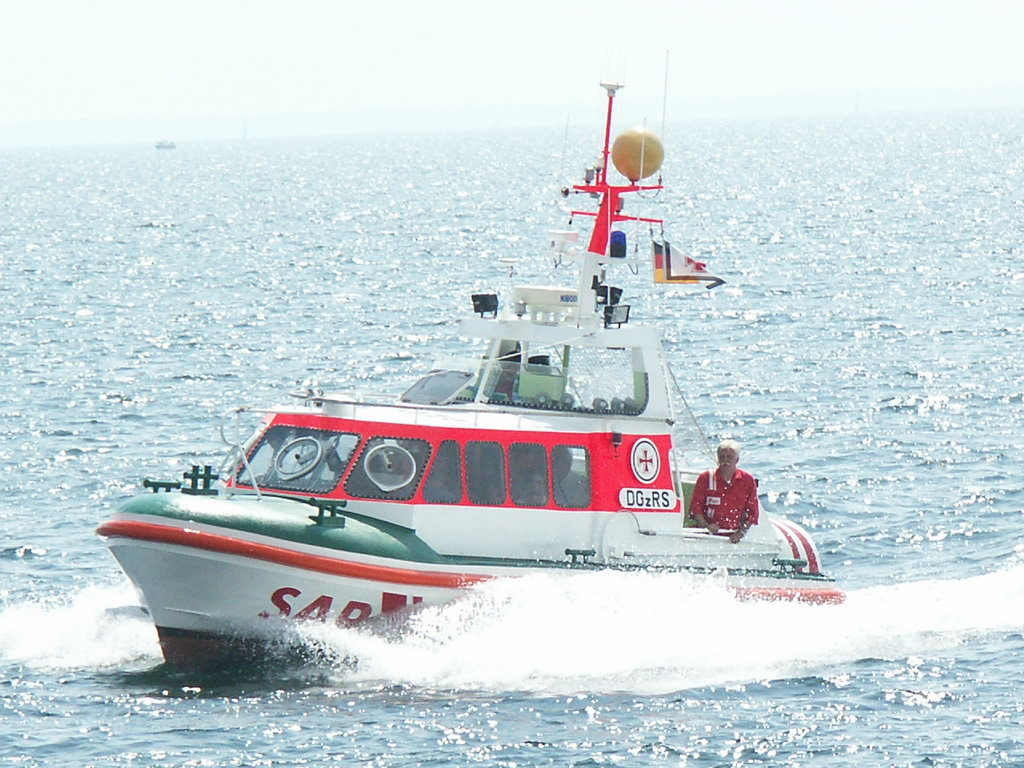
Das erste SRB CREMPE

Ein neues Trainingsschiff der DGzRS wurde am 21. September 2021 im Neustädter Stadthafen von der Schauspielerin Barbara Wussow auf den Namen CARLO SCHNEIDER getauft. Die Taufzeremonie fand am Rand der Seenotrettungsübung „SAREx Neustadt 2021“ statt. Das Trainingsschiff ist 22 Meter lang, sechs Meter breit, hat 1,60 Meter Tiefgang und ist elf Knoten schnell; es wurde von der Schiffswerft Hermann Barthel in Derben an der Elbe gebaut.
Ein weiteres Ausbildungsboot wurde 2022 in die Trainingsflotte der DGzRS übernommen. Es handelt sich um ein Rigid Buoyant Boat der finnischen Werft Arctic Airboats, von dessen Typ bereits fünf baugleiche Einheiten bei der DGzRS im Einsatz sind. Das Boot wurde am 23. September 2022 auf den Namen CHRISTOPH LANGNER getauft.

## Siehe auch

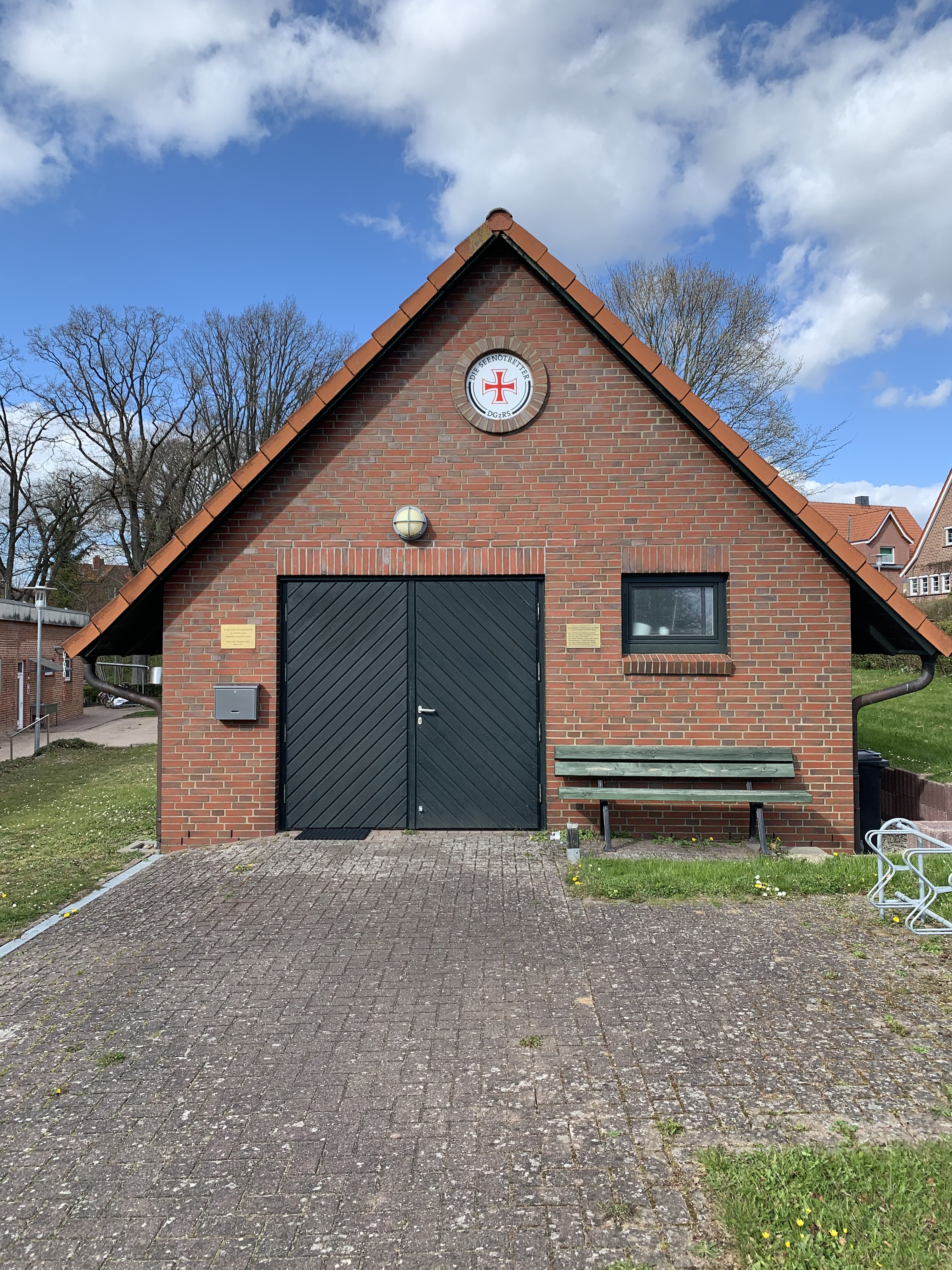
Das Stationsgebäude